# کیکه هرموسو
کیکه هرموسو (انگلیسی: Kike Hermoso؛ زادهٔ ۱۰ اوت ۱۹۹۹) بازیکن فوتبال اهل اسپانیا است.
از باشگاه‌هایی که در آن بازی کرده‌است می‌توان به باشگاه فوتبال رایو وایکانو اشاره کرد.